# Tuyaux de Baigong
Les tuyaux de Baigong (chinois simplifié : 白公山铁管, pinyin : Báigōngshān tiě guǎn), ou Baigong pipes ou Delingha pipes, sont des structures tubulaires découvertes en Chine à Delingha, au Qinghai près du mont Baigong dans la préfecture autonome mongole et tibétaine de Haixi. Après que la découverte de ces structures mystérieuses eut agité la communauté des théoriciens des anciennes civilisations pré-humaines et des anciens extraterrestres pendant cinq ans, les scientifiques chinois ont démontré qu'il s'agissait d'un phénomène géologique naturel.

## Découverte
Les tuyaux de Baigong ont été découverts en 1996 par Bai Yu dans une grotte triangulaire à la base du mont Baigong. La découverte a été publiée dans le livre Into the Qaidam,.

## Description
En 1996, d'après les résultats une analyse commandée par Bai Yu à la fonderie de Xitieshan (ministère de la Métallurgie), les tubes sont constitués d'éléments communs (oxyde ferrique, dioxyde de silicium et oxyde de calcium) et de 8% de matériaux qui n'ont pas pu être analysés.
En 2001, le professeur Zheng Jiandong, utilisant une méthode de détermination par thermoluminescence des isotopes à l'Institut de géologie (Bureau géologique), détermine que les tuyaux de Baigong datent de 140 000 à 150 000 ans et sont composés d'un ciment de carbone et de pyrite non artificiels, autrement dit, un magma riche en fer.
Wang Wenguang, à l'Institut de géologie de Pékin (ministère de l'Industrie nucléaire), compare les échantillons avec du matériel lunaire et des météorites. Il conclut que les tubes ne peuvent pas être d'origine extraterrestre. Les 8% d'éléments inconnus se révèlent être des éléments métalliques communs tels que le potassium, l'aluminium et le sodium.
Les tuyaux ont un diamètre allant jusqu'à 40 cm. Ils se situent dans une grotte dont l'ouverture est triangulaire. Des scientifiques ont trouvé de la matière végétale dans l'analyse des tuyaux et probablement des cernes d'arbres. Ils ont fait le rapprochement avec une théorie géologique selon laquelle les racines des arbres peuvent subir une diagenèse sous certaines conditions chimiques et thermiques et d'autres processus qui forment du fer.

## Explication du phénomène géologique (résumé)
Le phénomène est connu et on le trouve aussi, par exemple, en Louisiane.
Il y a plusieurs millions d'années, le flux d'air chaud et humide de la péninsule indienne pénétrant dans le bassin du Qinghai, a valu à celui-ci une pluie abondante, une végétation luxuriante et des pluies torrentielles. Les sédiments, transportés par les rapides ont recouvrt les arbres, qui ont alors amorcé un long processus d'évolution. Plus tard, l’Himalaya s'est fortement élevé et la pluie causée par la mousson de l’océan Indien a été bloquée sur les pentes méridionales de l’Himalaya. Le climat dans le bassin de Qinghai est devenu sec et froid, engendrant la désertification et la sécheresse dans le bassin. Les couches situées dans la région du lac Tossau ont commencé à subir une sédimentation intense, ce qui a enterré les arbres à des centaines voire des milliers de mètres sous la surface, sous le sol et le gravier. Ce processus a pris des centaines de milliers d'années.

### Processus de formation
Les arbres, situés sous la surface, se déshydratent. L'oxygène est progressivement consommé et l'environnement passe de l'oxydation à la réduction. Le fer autour du tube passe donc de fer ferrique à fer divalent et se colle progressivement sur la structure de bois poreuse. Les conditions de température (+33 C° par kilomètre sous le sol) et de conditions chimiques provoquent un changement dans les vestiges des arbres : le xylème pourrit progressivement et les éléments en fer subissent des réactions chimiques. Ils sont absorbés dans le phloème de l'arbre non périssable, et prennent alors la forme d'un tube de fer.